# スクワート (競走馬)
スクワート（Squirt、名前はスクォートなどとも読まれる）は、イギリスのサラブレッドの競走馬、および種牡馬。三大始祖の一頭ダーレーアラビアンの孫の世代であり、エクリプスの祖父に当たる。

## 経歴
ヨークシャー州バーバリー近郊で牧場を構えていた生産者ウィリアム・メットカーフに生産された馬で、のちに第2代ポートモア伯爵チャールズ・コリヤーに購入されて競走馬となった。競走馬としてのおもな勝鞍に、1737年10月にニューマーケット競馬場で行われた第3代ロンズデール子爵ヘンリー・ラウザー所有のサルタン (Sultan) を相手にした200ギニーを賭けた競走、1739年4月の同競馬場で行われた初代ブリッジウォーター公爵スクループ・エジャートン所有のポーカー (Poker) を相手にした200ギニーを賭けた競走などがある。
その後ハリー（またはヘンリー）・ハーパー卿に売却され、スクワートはダービーシャーの牧場で種牡馬となった。のちにスクワートは蹄葉炎に侵されて種牡馬として活動することができなくなったが、担当の馬丁が懇願したため殺処分を免れたという逸話がある。
種牡馬としてマースク・シフォン・ティムの3頭の後継種牡馬を出している。このうちの一頭マースクはとくに種牡馬として成功し、その産駒エクリプスから現代の主流血統となるエクリプス系が形成された。
また、1750年生まれの牝馬プラッツ・オールドメア（プラッツ・スクワート・メアとも呼ばれる）は繁殖牝馬として顕著な成績を挙げている。同馬の産駒17頭のうち12頭が競走馬となり、生涯24戦16勝の好成績で6090ギニーを稼ぐ活躍を見せたパンプキン（1769年生・牡馬、父マッチェム）や、競走馬としても繁殖牝馬としても実績を残したメイデン（1770年生・牝馬、父マッチェム）などを出した。

## 血統表
| スクワートの血統（ダーレーアラビアン系 / Hautboy 3x4=18.75%、 Spanker 父内4x5=9.38%、 Old Morocco Mare 父内5x5=6.25%） | スクワートの血統（ダーレーアラビアン系 / Hautboy 3x4=18.75%、 Spanker 父内4x5=9.38%、 Old Morocco Mare 父内5x5=6.25%） | スクワートの血統（ダーレーアラビアン系 / Hautboy 3x4=18.75%、 Spanker 父内4x5=9.38%、 Old Morocco Mare 父内5x5=6.25%） | （血統表の出典）           | （血統表の出典）  |
| 父 Bartlets Childers 1716 鹿毛 イギリス                                                                                | 父の父Darley Arabian 1700? 鹿毛                                                                                        | 不明 | 不明                       | 不明              |
| 父 Bartlets Childers 1716 鹿毛 イギリス                                                                                | 父の父Darley Arabian 1700? 鹿毛                                                                                        | 不明 | 不明                       |                   |
| 父 Bartlets Childers 1716 鹿毛 イギリス                                                                                | 父の父Darley Arabian 1700? 鹿毛                                                                                        | 不明 | 不明                       | 不明              |
| 父 Bartlets Childers 1716 鹿毛 イギリス                                                                                | 父の父Darley Arabian 1700? 鹿毛                                                                                        | 不明 | 不明                       |                   |
| 父 Bartlets Childers 1716 鹿毛 イギリス                                                                                | 父の母Betty Leedes 1700? イギリス                                                                                      | Old Careless | Spanker                    | Spanker           |
| 父 Bartlets Childers 1716 鹿毛 イギリス                                                                                | 父の母Betty Leedes 1700? イギリス                                                                                      | Old Careless | Barb Mare                  |                   |
| 父 Bartlets Childers 1716 鹿毛 イギリス                                                                                | 父の母Betty Leedes 1700? イギリス                                                                                      | Cream Cheeks | Leedes Arabian             | Leedes Arabian    |
| 父 Bartlets Childers 1716 鹿毛 イギリス                                                                                | 父の母Betty Leedes 1700? イギリス                                                                                      | Cream Cheeks | Spanker Mare               |                   |
| 母 Sister to Old Country Wench 1713 イギリス                                                                           | 母の父Snake 1705 鹿毛 イギリス                                                                                         | Lister Turk | 不明                       | 不明              |
| 母 Sister to Old Country Wench 1713 イギリス                                                                           | 母の父Snake 1705 鹿毛 イギリス                                                                                         | Lister Turk | 不明                       |                   |
| 母 Sister to Old Country Wench 1713 イギリス                                                                           | 母の父Snake 1705 鹿毛 イギリス                                                                                         | Hautboy Mare | Hautboy                    | Hautboy           |
| 母 Sister to Old Country Wench 1713 イギリス                                                                           | 母の父Snake 1705 鹿毛 イギリス                                                                                         | Hautboy Mare | 不明                       |                   |
| 母 Sister to Old Country Wench 1713 イギリス                                                                           | 母の母Grey Wilkes 芦毛 イギリス                                                                                        | Hautboy | Darcys White Turk          | Darcys White Turk |
| 母 Sister to Old Country Wench 1713 イギリス                                                                           | 母の母Grey Wilkes 芦毛 イギリス                                                                                        | Hautboy | Royal Mare                 |                   |
| 母 Sister to Old Country Wench 1713 イギリス                                                                           | 母の母Grey Wilkes 芦毛 イギリス                                                                                        | Miss Darcys Pet Mare                                                                                                   | 不明                       | 不明              |
| 母 Sister to Old Country Wench 1713 イギリス                                                                           | 母の母Grey Wilkes 芦毛 イギリス                                                                                        | Miss Darcys Pet Mare                                                                                                   | Sedbury Royal Mare F-No.11 |                   |